# Hernie diaphragmatique
 Mise en garde médicale
 Mise en garde médicale

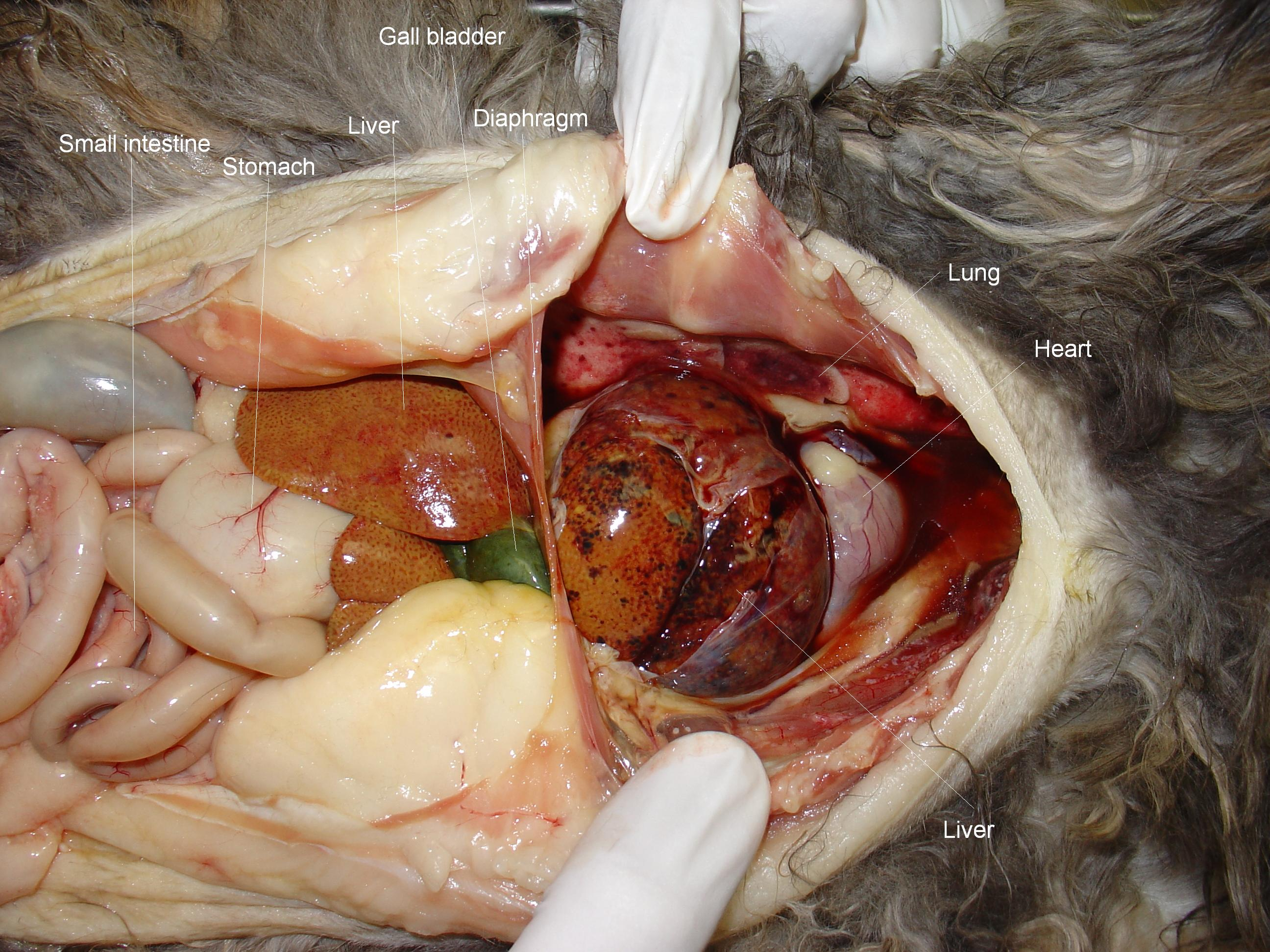
Hernie diaphragmatique chez le chat : une partie du foie (liver en anglais) est passé dans le thorax à travers le diaphragme

Une hernie diaphragmatique est une maladie consistant en un glissement ou une migration d'un organe abdominal vers le thorax à travers un orifice du diaphragme.

## Formes cliniques
La hernie peut être acquise ou congénitale.
Elle peut être classée suivant l'orifice du diaphragme concerné : orifice hiatal, fente de Larrey... Parfois cet orifice est acquis, après un accident de la voie publique par exemple. On parle alors d'éventration diaphragmatique.

## Symptômes
Les signes fonctionnels sont en rapport avec l'organe qui a migré, ou avec une compression pulmonaire.

## Complications
L'organe hernié peut s'étrangler dans le trou herniaire, entraînant une obstruction du tube digestif, voire une ischémie de la partie herniée par compression des vaisseaux. Ces complications peuvent être graves, avec un risque vital.

## Diagnostic
La radiographie du thorax peut montrer l'organe hernié sous forme d'opacité, avec, typiquement, présence en son sein d'un niveau hydro-aérique. L'examen peut être complété par l'ingestion d'un produit de contraste.
Le scanner thoraco-abdominal permet de visualiser l'organe hernié et l'orifice diaphragmatique responsable de la hernie.

## Traitement
Le traitement ne peut être que chirurgical, proposé quand le patient est très handicapé par sa hernie : il consiste en la réintégration des organes abdominaux vers l'abdomen, et en la fermeture du diaphragme, le plus souvent avec une plaque de renfort. Si le patient est asymptomatique, une simple surveillance peut être discutée.